# Agriocnemis angustirami
Agriocnemis angustirami – gatunek ważki z rodziny łątkowatych (Coenagrionidae).